# Nicolas Neufchâtel

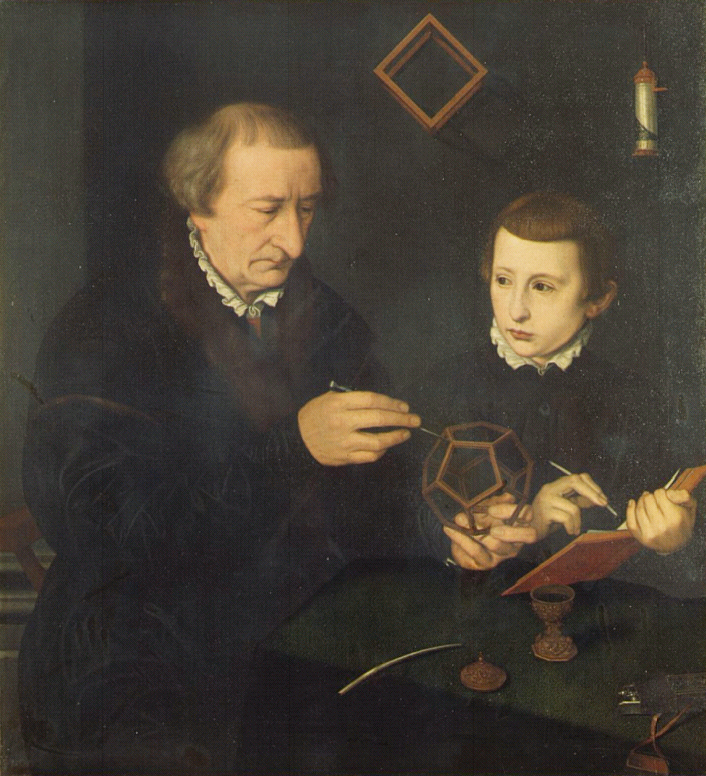
Bildnis des Nürnberger Schreibmeisters Johann Neudörffer und eines Schülers, gemalt kurz nach der Ankunft Neufchâtels in Nürnberg im Jahr 1561

Nicolas Neufchâtel (auch de Neufchâtel, Neuf-Chateu, Nutschatell, niederl. Colijn van Nieucasteel, genannt Lucidel; * 1525 oder 1527 in der Grafschaft Hennegau (Mons alias „Bergen“ auf Flämisch); † nach 1573) war ein niederländischer Porträtmaler.

## Leben
Neufchâtel wurde 1539 Schüler des Pieter Coecke van Aelst in Antwerpen. Man hat vermutet, dass er in den darauffolgenden Jahren nach Bergen zurückkehrte oder in Mecheln und Brüssel wirkte. Als überzeugter Calvinist scheint er die Niederlande nach dem Beginn der Regentschaft Philipps II. (1556)  verlassen zu haben. Möglicherweise nach Zwischenaufenthalten in Friesland oder Frankfurt gelangte er nach Nürnberg, wo er 1561 Asyl erhielt und sich als ein geschätzter Porträtist des Nürnberger Patriziats etablieren konnte und auch über Nürnberg hinaus bekannt wurde. Vermutlich während des Augsburger Reichstages (1566) ließ Maximilian II. sich selbst und seine Tochter dreimal von ihm porträtieren und entlohnte ihn mit 100 rheinischen Gulden. Am 23. Juli 1567 wurde er zusammen mit einigen anderen vom Nürnberger Rat wegen Verdachts auf ‚calvinische schwermerei‘ und wegen „disputirn“ verwarnt, was zugleich der letzte archivalische Beleg für seine Person ist. In Nürnberg dürfte er auch 1573 noch sein Porträt des Bildhauers Johann Gregor van der Schardt gemalt haben, danach verliert sich seine Spur.
Von Neufchâtel sind rund 40 Bildnisse bekannt, die alle aus der Zeit von seiner Aufnahme in Nürnberg bis 1573 stammen.

## Porträt Johann Neudörffers des Älteren
Am Anfang seines bekannten Œuvres steht das Bild Johann Neudörffer der Ältere (1497–1563) mit einem Schüler, das der niederländischen Tradition der Porträtmalerei verpflichtet ist. Neudörffer und ein Schüler sitzen an einem grüngedeckten Tisch. Entgegen der landläufigen Meinung kann es sich bei dem dargestellten Jungen eher nicht um den Sohn Neudörffers handeln, da dieser zum Zeitpunkt der Entstehung des Bildes bereits 18 Jahre alt war. Von dem im Bild zu erkennenden Dodekaeder nimmt der Meister die Maße ab und diktiert diese dem Jungen. Die umlaufende Inschrift auf dem Rahmen vermerkt den Namen des Malers und verweist auf die Verdienste des Gelehrten.
Das Porträt wurde von Neufchâtel dem Nürnberger Rat geschenkt, da er diesem für die Aufnahme in der Stadt danken wollte. Dies ist ebenfalls der Inschrift des Rahmens zu entnehmen. Im Gegenzug erhielt Neufchâtel laut einem Ratsverlass vom 7. November 1564 dafür vom Rat 32 Gulden. Da das Porträt in die Sammlung des Nürnberger Rates der bedeutenden Männer der Stadt aufgenommen wurde, ist es denkbar, dass das Porträt im Auftrag der Stadt entstanden ist.
Von diesem Gemälde existiert eine spätere Kopie in Lille und eine auf die Wiedergabe Neudörffers beschränkte gemalte Studie in der St. Petersburger Eremitage. Wahrscheinlich beruht die Darstellung von Jost Amman in einem Holzschnitt auch auf diesem Gemälde.